# Желехув (Груєцький повіт)
Желехув (пол. Żelechów) — село в Польщі, у гміні Хинув Груєцького повіту Мазовецького воєводства.
Населення — 210 осіб (2011).
У 1975—1998 роках село належало до Радомського воєводства.

## Демографія
Демографічна структура станом на 31 березня 2011 року:
|          | Загалом | Допрацездатний вік | Працездатний вік | Постпрацездатний вік |
| -------- | ------- | ------------------ | ---------------- | -------------------- |
| Чоловіки | 107     | 19                 | 73               | 15                   |
| Жінки    | 103     | 20                 | 64               | 19                   |
| Разом    | 210     | 39                 | 137              | 34                   |